# Gheorghe Cunescu
Gheorghe Cunescu (n. 3 august 1914, Susleni – d. 28 decembrie 1995, București) a fost un preot, publicist, scriitor, critic literar și istoric literar, istoriograf muzical, membru al Uniunii Scriitorilor din România și al Asociației Scriitorilor din București.

## Biografie
Gheorghe Cunescu s-a născut la 3 august 1914, în Suslenii Orheiului, din părinți agricultori, răzeși – tatăl său, Mihail Cunițchi, fiind și cântăreț la biserica din Susleni. Rămas orfan de tată la vârsta de 4 ani, a fost luat și crescut de unchiul său Ion Cunițchi, din comuna Balatina, Bălți, unde acesta slujea ca diacon. La 9 iulie 1941 se căsătorește cu doamna învățătoare Ana Cegoreanu.

#### Studiile și activitatea ecleziastică
După absolvirea școlii primare din Balatina, s-a înscris la Seminarul Teologic (1928 -1936) din Chișinău, susținându-și examenul de absolvire în 1935. Se înscrie la Facultatea de Teologie din același oraș (1936 -1940). Își susține teza de licență în teologie în 1939, cu mențiunea “Excepțional - cum laude”, nota 10.
La 1 decembrie 1941 este hirotonit preot pe seama parohiei Șoldănești-Orhei (1941 - 1944), de unde, la sfârșitul anului 1944, se refugiază în Țară (România) din cauza ocupării Basarabiei de către sovietici și funcționează ca preot în parohiile Panagia – Dolj  (1945 - 1947), Ideciul de Jos  (1948 - 1952), Luierul – Mureș (1953 - 1971), Popa – Tatu din București (1972 - 1975), de unde se pensionează, pe caz de boală și limită de vârstă, în ianuarie 1977, desfășurând în continuare, ca preot pensionar, o activitate pastorală remarcabilă, dar dedicându-se îndeosebi activității publicistice și literare, cercetând și studiind, în special, viața, activitatea și opera literară a cunoscutului preot, profesor, teolog și scriitor Grigore Pișculescu, alias Gala Galaction, devenind unul din cei mai însemnați galactionologi. Axa preocupărilor literare ale lui Cunescu o constituie studiul îndelungat al personalității lui Gala Galaction, profesorul său preferat, față de care manifestă un veritabil cult. Lucrările despre maestru au o valoare exclusiv documentară. Referitor la activitatea publicistică trebuie să menționăm că și-a început-o încă din anii studenției, 1935 – 1936, la săptămânalul “Tribuna tinerimii” din Chișinău, editat de un grup de studenți teologi. Tot în această perioadă, avându-l ca profesor la facultate pe părintele Gala Galaction, acesta din urmă, intuind calitățile și însușirile sufletești deosebite ale studentului teolog Cunescu, nu numai ca i-a acordat întreaga sa încredere și bunăvoință, dar l-a și împuternicit să-i descrie activitatea sa multiplă, ceea ce Părintele Gheorghe a reușit cu brio, publicând mai multe volume în diferite ediții. Primul volum a fost "Pe urmele lui Gala Galaction" (1982), vorbind despre călătoriile preotului  și scriitorului Gala Galaction în provinciile românești și în străinătate (Ungaria, Italia, Egipt, Muntele Athos etc.).
Împreună cu Sergiu Roșca, distins preot și publicist basarabean, au colaborat la alcătuirea unei lucrări privind viața și activitatea publicistică ale părintelui profesor și publicist basarabean Vasile Țepordei, precum și o postfață la „Amintirile din Gulag” ale acestuia.
Gheorghe Cunescu a avut o colaborare prodigioasă cu diferite publicații laice și bisericești, cum ar fi: “Glasul Bisericii”, “Biserica Ortodoxă Română”, “Mitropolia Olteniei”, “Raza”, “Vatra”, “Magazin istoric”, “Literatura și arta” etc. A abordat diverse probleme bisericești și literare, aducând prețioase contribuții la cunoașterea vieții și activității multor personalități din Basarabia, cum ar fi Mitropolitul Gurie Grosu, Episcopul Dionisie, poetul Alexe Mateevici, pictorul și muzicianul Mihail Berezovschi, etc.
S-a mutat la Domnul în data de 28 decembrie 1995, în vârstă de 81 de ani.

## Opere publicate și reeditări

#### Lucrări în volum
- "Gala Galaction. O lume nouă. Antologie și studiu introductiv"; București, 1970;
- "Gala Galaction. Prin țară. Culegere, cuvânt introductiv, tabel bibliografic și note"., București, 1975;
- "Gala Galaction, Opinii literare" București, 1979;
- "Pe urmele lui Gala Galaction", București, 1982, 270;
- "Gala Galaction. Mihai Eminescu. Ediție, cuvânt înainte, note și indice", Iași, 1987, 160;
- "Gala Galaction", Galați, 1989.

#### Studii
- "Gala Galaction, traducător biblic", în revista "BOR", an.  LXXXV, 1969, nr. 3 - 4, p. 312 - 329
- "Gala Galaction ,"Ad cathedram", în revista "Studii Teologice", an. XXVI, 1974, nr. 3 - 4, p. 271 - 278;
- "Părintele Grigorie (Gala Galaction)-"Gură de Aur", în revista "Glasul Bisericii", an. XXXVIII, 1979, nr. 3 - 4, p. 287 - 296;
- "Gala Galaction - bibliografie teologică - bisericească", în BOR, an. XCVII, 1979, nr. 3 - 4, p. 451 - 504;
- "Preoția Părintelui Grigorie (Gala Galaction)", în revista "Ortodoxia", an.  XXXI, 1979, nr. 2, p. 391 -404;
- "Părintele Grigorie Pișculescu (Gala Galaction) apărător al Ortodoxiei românești", în revista "Mitropolia Olteniei", an.  XXXI, 1979. nr. 4 - 6, p. 238 - 244
- "Gala Galaction despre slujirea arhierească", în revista "Mitropolia Olteniei", an.  XXXII, 1980, nr. 7 - 9, p. 652 - 660;
- "Eminescu în conștiința lui Gala Galaction", în "Revista de istorie și teorie literară", nr. 3, 1980, p. 397 - 409;
- "Dreapta credință în scrierile Părintelui Gala Galaction", în revista "Mitropolia Olteniei", an.  XXXV, 1983, nr. 9 - 10, p. 595 - 611.
- "Părintele Grigorie Pișculescu, (Gala Galaction) traducător al Bibliei", în revista "Mitropolia Olteniei", an.XXXVI, 1984, nr. 9 - 10, p. 625 - 640;
- "Pacea noastră - pacea lumii (după scrierile părintelui Grigorie Gala Galaction)", în revista "Mitropolia Olteniei", an.  XXXVIII, 1986, nr. 4, p. 6 - 22.

#### Alte studii
- "Antimise grecești imprimate la Viena pentru românii ortodocși din Transilvania", în "Almanahul parohiei ortodoxe române din Viena" pe anul 1983, p. 115 - 119;
- "Cărți vechi românești pe valea inferioară a Mureșului: Deda-Reghin", în revista "Mitropolia Ardealului"(MA), an. XVIII, 1973, nr.1 - 2, p. 102 - 110;
- "Protopopul Gheorghe Dimitriu, (Hogaș) din Tecuci - luptător pentru unirea țărilor românești, în revista "Mitropolia Moldovei și Sucevei" (MMS), an. L, 1974, nr. 1 - 2, p. 104 - 113
- "M. Eminescu. La 125 de ani de la naștere", în revista "BOR", an. XCIII, 1975, nr. 1 - 2, p. 109 - 117;
- "Constantin Brâncuși. La centenarul nașterii", în revista "Glasul Bisericii", an. XXXV, 1976, nr. 1 - 2, p. 211 - 210;
- "Ierodiaconul Iosif  N. Teodorescu. La centenarul nașterii lui Tudor Arghezi", în revista "MO", an. XXXII, 1980 nr. 7 - 9, p. 639 - 647;
- "Mihail Sadoveanu. La centenarul nașterii sale", în revista "BOR", an. XCVIII, 1980, nr. 11 - 12, p. 1173 - 1182;
- "Octavian Goga. La centenarul nașterii", în revista "BOR", an. XCIX, 1981, nr. 3 - 4, p. 325 - 333;
- "George Enescu. La centenarul nașterii sale", în revista "BOR", an. C, 1982, nr. 1 - 2, p. 168 - 179;
- "Mitropolitul Iosif Budai. La 300 de ani de la naștere", în revista "Mitropolia Ardealului" (MA), an. XXVII, 1982, nr. 1 - 3, p. 139 - 150;
- "La o sută de ani de la nașterea lui Nicolae Titulescu", in MO, an. XXXIV,1982, nr. 4 - 6, p. 395 -  404 ;
- "Preotul poet Alexie - Alecu Mateevici (Mateescu). La 95 de ani de la naștere", în revista "BOR", an. CI, 1983, nr. 3 - 4, p. 247 - 252;
- "Onisifor Ghibu. La centenarul nașterii (1883 - 1983)", în revista "BOR", an.  CI, 1983, nr. 5 - 6, p. 417 - 426;
- "Ciprian Porumbescu. La 100 de ani de la trecerea lui la cele veșnice", în revista "BOR", an. CI, 1983, nr. 7 - 8, p. 530 - 541;
- "Arhimandritul Iuliu Scriban, apărător al Ortodoxiei românești, în revista "Mitropolia Olteniei", an. XXXVIII, 1986, nr. 5, p 87 - 103
- "Alexie Mateevici și limba românească", în revista "BOR", an, CVI, 1988, nr. 3 - 4, p. 88 - 95;
- "Tudor Arghezi despre Ortodoxia românească", în revista "Ortodoxia", an.  XLII, 1990, nr. 4, p. 162 - 178.

#### Alte articole
Articole, recenzii (peste 40), necrologuri în:
- "Tribuna Tinerimii" - București
- "Cronica" - Iași
- "Revista Cultului Mozaic" - București
- "Vatra" - Târgu-Mures
- "Calendarul Credința" - Detroit
- "Telegraful Roman" - Sibiu
- "Luminatorul" - Chișinău
- În revistele citate la lista bibliografică.

## Distincții
Pentru activitatea sa neobosită ca slujitor al altarului a fost distins de către conducerea Bisericii Ortodoxe Române cu “Brâul roșu”, iar datorită remarcabilei activități literare a fost primit, în urma recomandărilor făcute de istorici și critici literari consacrați (Șerban Cioculescu, Ion Potopin și alții) ca membru în Uniunea Scriitorilor din România. Tot ca o apreciere deosebită a vieții și activității sale, slujba de înmormântare a fost onorată de prezența unor distinse personalități clericale, în frunte cu Prea Fericitul Patriarh Teoctist, însoțit de doi Preasfințiți Episcopi Vicari și un sobor numeros de preoți, prilej cu care a fost evocată figura luminoasă a acestui confrate, ale cărui generozitate, ospitalitate și bunătate, precum  și munca neprecupețită pe altarul Bisericii și al Patriei noastre, nu vor fi uitate niciodată.